# Asociación de Fútbol Profesional de Bolívar
La Asociación de Fútbol Profesional de Bolívar es un subdivisión de la Federación Deportiva de Bolívar en el Ecuador. Funciona como asociación de equipos de fútbol dentro de la Provincia de Bolívar. Bajo las siglas AFB, esta agrupación está afiliada a la Federación Ecuatoriana de Fútbol.
La AFB incluye los siguientes equipos:

## Clubes Afiliados
| 1 | Club Social, Cultural y Deportivo Unibolívar      | Guaranda   |
| 2 | Club Social y Deportivo Huracán                   | Guaranda   |
| 3 | Club Social y Deportivo Gremio                    | Echeandía  |
| 4 | Club Social, Cultural y Deportivo Primero de Mayo | Guaranda   |
| 5 | Mineros Sporting Club                             | Las Naves  |
| 6 | Sporting Bolívar                                  | San Miguel |
| 7 | Ñucanchik Pura Sporting Club                      | Guaranda   |
| 8 | Club Deportivo Echeandía                          | Echeandía  |
| 9 | Deportivo Primero de Mayo                         | Echeandía  |

### Campeonatos
| Equipo                                       | Campeonatos | Subcampeonatos | Años campeón                                   |
| -------------------------------------------- | ----------- | -------------- | ---------------------------------------------- |
| Club Social, Cultural y Deportivo Unibolívar | 8           | 3              | 2006, 2007, 2009, 2016, 2019, 2020, 2021, 2022 |
| Club Deportivo Juventud Minera               | 3           | 4              | 2011, 2013, 2014                               |
| Club Social y Deportivo Rio Chimbo           | 3           | 1              | 2004, 2005, 2008                               |
| Mineros Sporting Club                        | 2           | 3              | 2017, 2018                                     |
| Club Social y Deportivo Gremio               | 1           | 1              | 2010                                           |
| Club Sporting Bolívar                        | 1           | 0              | 2012                                           |
| Club Social y Deportivo Huracán              | 0           | 1              |                                                |
| River Fútbol Club                            | 0           | 1              |                                                |
| Ñucanchik Pura Sporting Club                 | 0           | 1              |                                                |